# Bellonella cinerea
Bellonella cinerea is een zachte koraalsoort uit de familie Alcyoniidae. De koraalsoort komt uit het geslacht Bellonella. Bellonella cinerea werd in 1974 voor het eerst wetenschappelijk beschreven door Tixier-Durivault & d'Hondt. 